# Re:BIRTH -The Lunatic Taker-
Re:BIRTH -The Lunatic Taker- (リバース-The Lunatic Taker- lit. Re:NACIMIENTO -Los Tomadores Lunáticos-?) es una serie de manga seinen escrita por Lim Dall-Young e ilustrado por Lee Soo-Hyon. La serie se centra en los hermanos Reiji Tachibana y Ayaka Tachibana, quienes quedaron atrapados en un juego en donde se debe matar a los demás jugadores para seguir sobreviviendo, cosa que ellos se abstienen de hacer. 
El manga comenzó a publicarse en la revista mensual Comic Alive de la editorial japonesa Media Factory desde el 27 de julio del 2009 hasta el 27 de septiembre del 2011.  La mayoría de los capítulos individuales han sido recogidos en seis volúmenes tankōbon, siendo el primero publicado el 21 de noviembre de 2009.

## Argumento
Reiji Tachibana es un estudiante ordinario de secundaria que vive con su hermana Ayaka Tachibana. La gente no se explica la gran cantidad de suicidios que han sucedido últimamente, por lo que empiezan a circular rumores urbanos. Desde el momento en que Reiji encuentra dos pulseras tiradas en el camino de la escuela a su casa, queda atrapado en un juego en el que luego se involucra a su hermana... viven para la muerte, sabiendo que deben matar a los demás jugadores para sobrevivir, pero sin querer hacerlo.

## Personajes
- Reiji Tachibana (橘 怜治 Tachibana Reiji?): protagonista de la historia. Es miembro del consejo estudiantil de su escuela. Sus padres trabajan fuera de Japón y vive con su hermana Ayaka. Se convirtió en taker luego de conseguir dos pulseras tiradas en el piso, de las cuales más tarde una sería tomada por su hermana. No le gusta matar a otras personas, aunque siempre está entre la vida y la muerte cuando lucha.
- Ayaka Tachibana (橘 綾香 Tachibana Ayaka?): protagonista de la historia, hermana de Reiji. Cursa último año de secundaria. Aunque usa gafas, su visión no es tan mala y, debido a que práctica gimnasia, es muy flexible. Parece tener un complejo de hermana mayor hacia Reiji. Aunque es muy amable y cariñosa, se torna en un carácter psicópata y agresivo cuando se percata que Reiji está en peligro. Se convirtió en taker al tomar una de las pulseras de Reiji y sacrificar su vida para salvarlo.
- Ichiro Misaki (御崎 一郎 Misaki Ichiro?): es un hombre con gafas de buenos modales y, sin embargo, un taker experto en el combate físico. Hizo equipo con Reiji y Ayaka para vencer a los ángeles durante el intervalo de tiempo. Les enseñó que esa era otra forma de sobrevivr además de matar a otros taker. Murió debido a un grave daño que le propició un ángel de tamaño medio.
- Natsuhi Hinode (日之出 夏日 Hinode Natsuhi?): es una chica de 15 años, amiga de infancia de Reiji. Siempre lleva unos auriculares para escuchar música. Se mudó a América a los seis años, pero volvió debido al éxito de su novela ligera y las propuestas de la editorial. Vive con Reiji y Ayaka mientras tanto. Se convirtió en taker pocos días después de encontrar unos aretes en la calle, al ser atropellada por un camión por salvar a una anciana.

## Lista de volúmenes
| Volumen 1 | ISBN                   | Publicado               |
| Volumen 1 | ISBN 978-4-8401-2944-2 | 21 de noviembre de 2009 |
|           |                        |                         |

| Volumen 2 | ISBN                   | Publicado             |
| Volumen 2 | ISBN 978-4-8401-2986-2 | 23 de febrero de 2010 |
|           |                        |                       |

| Volumen 3 | ISBN                   | Publicado            |
| Volumen 3 | ISBN 978-4-8401-3361-6 | 23 de agosto de 2010 |
|           |                        |                      |

| Volumen 4 | ISBN                   | Publicado             |
| Volumen 4 | ISBN 978-4-8401-3389-0 | 23 de octubre de 2010 |
|           |                        |                       |

| Volumen 5 | ISBN                   | Publicado             |
| Volumen 5 | ISBN 978-4-8401-3756-0 | 23 de febrero de 2011 |
|           |                        |                       |

| Volumen 6 | ISBN                   | Publicado           |
| Volumen 6 | ISBN 978-4-8401-4004-1 | 23 de junio de 2011 |
|           |                        |                     |